# Julián García-San Miguel
Julián García San Miguel y Zaldua (Avilés, 8 de març de 1841 - † Olmedo, 4 d'octubre de 1911) va ser un polític i escriptor espanyol, va ser ministre de Gracia i Justícia durant la regència de Maria Cristina d'Habsburg-Lorena.

Va estudiar dret a la Universitat d'Oviedo, doctorant-se a Madrid en 1865, amb una tesi sobre el dret històric d'Espanya, sobre qüestions de matrimoni. Posteriorment va ser advocat a Oviedo i exercí la docència a la Universitat d'Oviedo. També va ser membre de la Comissió de Monuments i membre corresponent de l'Acadèmia d'Història. Va ser assidu col·laborador de la premsa asturiana, especialment d'El Faro Asturiano, on escrivia articles erudits i raonats arran de la polèmica suscitada sobre l'autenticitat del Fur d'Avilés, en la qual van prendre part importants historiadors, filòlegs i paleògrafs espanyols de l'època.
Donada la seva ideologia liberal-monàrquica, va donar suport a la revolució de 1868, enfrontant-se posteriorment als partidaris de la candidatura al tron d'Antoni d'Orleans, als qui va prendre la circumscripció d'Avilés a les eleccions generals espanyoles de 1869.
Va ser partidari d'Amadeu de Savoia, qui el va nomenar gentilhome de cambra, concedint el títol de marquès de Teberga al seu pare. Després esfondrar-se primer la monarquia amadeista i després la Primera República, San Miguel va reconèixer la Restauració borbònica.
Fou elegit diputat al Congrés dels Diputats per la circumscripció d'Oviedo en pràcticament totes les eleccions celebrades entre 1869 i 1905, va passar al Senat en 1907 com a senador vitalici.
Va ser ministre de Gràcia i Justícia entre el 6 de març de 1901 i el 19 de març de 1902 en un dels gabinets de Sagasta. També va ser director general de beneficència i subsecretari de governació. Va ser membre del Consell d'Estat i de la Reial Acadèmia de Jurisprudència.
En 1885, en morir el seu pare, va heretar el títol de marquès de Teberga. Va estar vinculat a la construcció de la branca del ferrocarril a Avilés, que va ser inaugurat en 1890. El seu pare havia estat un dels comerciants i armadors més benestants d'Avilés, i a la seva mort va heretar també els seus negocis. Va ser autor de gran nombre de discursos parlamentaris. Fou pare de Victoriano García San Miguel y Tamargo.

## Obres
- Avilés: Noticias históricas (Madrid, 1897)
- La reforma penitenciaria (Madrid, 1901)
- La representación parlamentaria, el sufragio obligatorio y el referéndum (Madrid, 1907)